# Mosteiro de Guelarde
O mosteiro de Guelarde (em armênio/arménio: Գեղարդ; romaniz.: Gełard) é uma construção única, por estar incrustada na montanha e rodeada por rochedos, qualificado como Património Mundial pela UNESCO e que se localiza na província arménia de Cotaique.
O complexo do mosteiro foi fundado no século IV, por Gregório, o Iluminador, numa caverna onde se situava uma fonte sagrada, enquanto que a capela principal foi construída apenas em 1215. O nome originalmente dado ao mosteiro foi "Mosteiro da Caverna" ou "Mosteiro de Airi" (em armênio/arménio: Այրիվանք; romaniz.: Ayrivank’), atualmente é conhecido por Guelarde, ou, de forma mais completa, por "Mosteiro de Guelarde" (em armênio/arménio: Գեղարդավանք; romaniz.: Gełardavank), que significa "o Mosteiro da Lança", nome este que provém da crença de que a lança que feriu Jesus durante a crucificação foi trazida para a Arménia pelo apóstolo São Judas Tadeu, onde foi guardada juntamente com outras relíquias, estando atualmente exposta em Valarsapate.
Os desfiladeiros que rodeiam o mosteiro são parte dos cânions do rio Azat e estão incluídos na zona definida como Património Mundial. Algumas das igrejas localizadas no complexo estão totalmente dentro dos rochedos, outras são pouco mais do que simples cavernas, existindo ainda igrejas que são estruturas bastante elaboradas, com divisões e quartos construídos bem no interior da rocha. A combinação de todos estes elementos, juntamente com as numerosas cachecares ("Խաչքար" cruz de pedra) gravadas, tornam este local num dos locais mais visitados pelos turistas que visitam a Arménia.
Muitos dos visitantes de Guelarde também passam pelo vizinho templo de Garni, uma estrutura similar ao Partenão que se situa mais a jusante seguindo o rio Azat. Visitar os dois locais numa única viagem é tão comum que são muitas vezes referidos como se de um só se tratasse, Garni-Guelarde.

## História

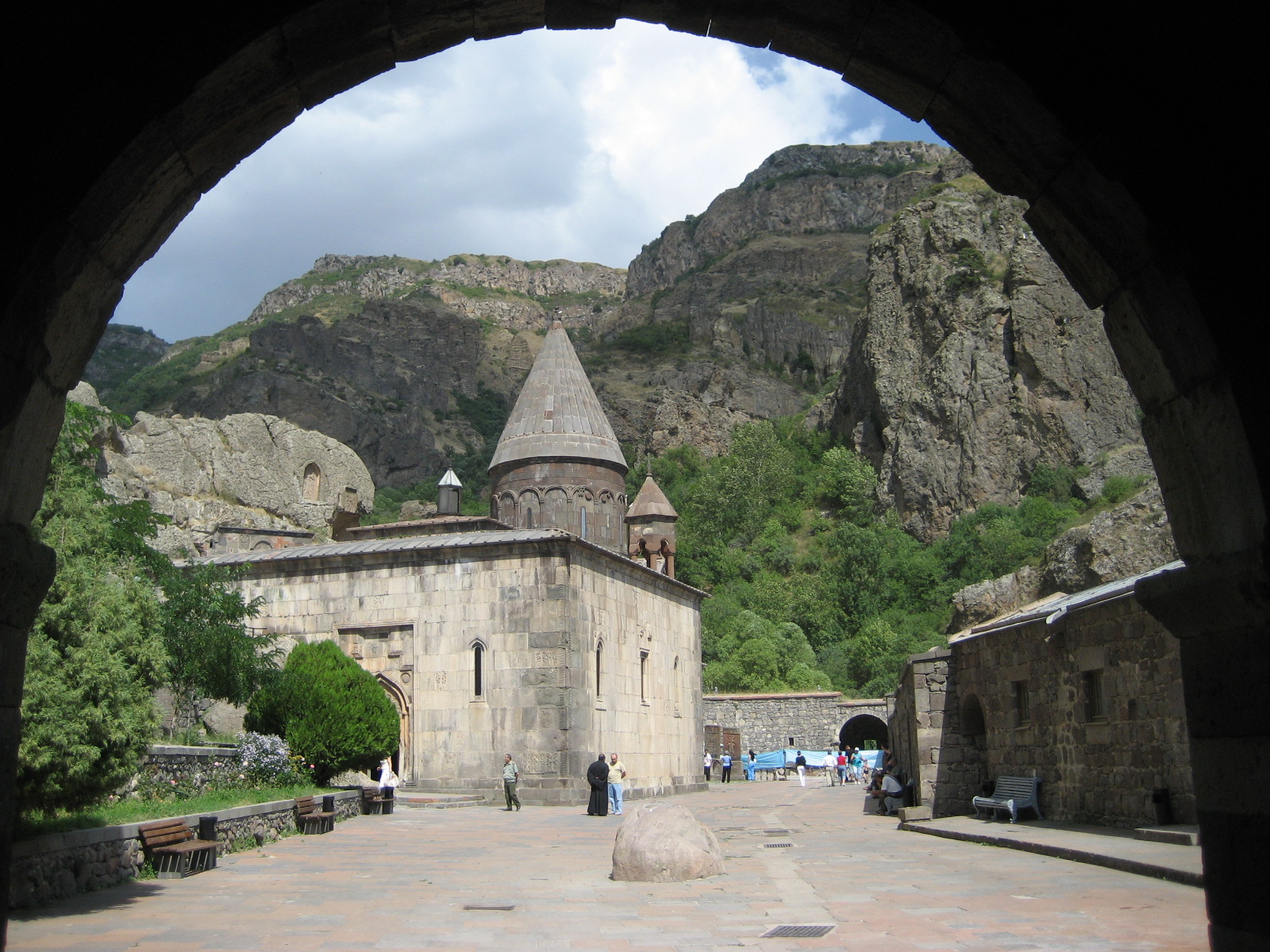
Entrada do mosteiro de Guelarde

Segundo reza a história, o mosteiro foi fundado no século IV por Gregório, o Iluminador, numa caverna onde aflora uma nascente subterrânea considerada sagrada já antes do aparecimento cristianismo, daqui advém o nome Mosteiro da Caverna (Ayrivank). A primeira construção do mosteiro foi totalmente destruída no século IX por árabes
De acordo com historiadores arménios dos séculos IV, VIII e IX, o mosteiro não era composto somente por edifícios religiosos, mas também por instalações de serviço e residências bem apetrechadas. O Mosteiro da Caverna sofreu muito em 923 com Nácer, um vice-regente do califa árabe na Arménia, que saqueou os seus bens, incluindo manuscritos únicos, e incendiou as magníficas estruturas do mosteiro. Para aumentar os estragos registaram-se também terramotos.
Apesar de existirem inscrições datadas da década de 1160, a igreja principal foi construída em 12151, sob os auspícios dos irmãos Zakare e Ivane, generais da rainha Tamar da Geórgia, que reconquistou grande parte da Arménia aos turcos. O nártex (em arménio conhecido por gavite), em parte escavado, em parte no exterior, data de antes de 1225, e um conjunto de capelas talhadas na rocha datam do meio do século XIII, aquando da compra do mosteiro pelo príncipe Prosh calbaquiã, vassalo dos zacáridas e fundador do principado Proxiano. Em pouco tempo os proxianos construíram as estruturas das cavernas, que vieram a trazer a Guelarde a sua fama – a segunda igreja dentro das cavernas, o sepulcro familiar de Papaco Proxiano e a sua esposa Ruzukan, um salão para encontros e estudo (que colapsou a meio do século XX) e numerosas celas.
A câmara a que se chega caminhando para nordeste a partir do gavite tornou-se o túmulo do príncipe proxiano Caguebaquiã em 1283. A câmara adjacente tem gravada na rocha as armas da família Prosh, que consiste numa águia com um cordeiro nas garras. A escadaria oeste do gavite leva a uma outra câmara funerária, esculpida em 1288 para Papak Proshian e a esposa Ruzucã. O famoso historiador arménio Mkhitar Ayrivanetsi foi um ilustre habitante das celas do mosteiro, tendo vivido nas celas existentes nas cavernas durante o século XIII.
Os príncipes proxianos fizeram construir em Guelarde um sistema de irrigação durante o século XIII, época em que Guelarde era conhecido como “O Mosteiro das Sete Igrejas” e “O Mosteiro dos Quarenta Altares” e estava rodeado por cavernas e cachecares. O mosteiro não era habitado, a igreja principal era utilizada para albergar os rebanhos dos nómadas carapaques no Inverno, até ser ocupado novamente, por alguns monges de Echemiazim, depois da conquista russa. Restaurado para fins turísticos, mas atualmente com uma pequena presença eclesiástica, o local é ainda um concorrido destino de peregrinação.
As relíquias que compunham o espólio do mosteiro também ajudaram a torná-lo famoso. A mais celebrada das quais é a lança que feriu Cristo na cruz, alegadamente trazida pelo apóstolo Judas Tadeu, da qual provem o atual nome do local, "Mosteiro da Lança" (Gełardavank), registado pela primeira vez em documento em 1250. Durante o século XII várias relíquias dos apóstolos André e João foram doadas ao mosteiro, outras dádivas de visitantes pios, dinheiro, terras, manuscritos entre outras, ajudaram a enriquecer o mosteiro ao longo dos séculos, tendo este rico conjunto contribuído para os cristãos arménios afluírem em grande número a Guelarde (citação). Não sobreviveram quaisquer obras de arte em Guelarde, com excepção feita à lendária lança Guelarde. O bastão tem acrescentada uma placa em forma de diamante, onde está gravada uma cruz grega com as extremidades em chamas. Foi feita uma caixa especial para esta preciosidade em 1687, que agora está guardada no museu do mosteiro de Valarsapate, sendo a caixa dourada e prateada um artefacto arménio usual no século XVII.

## Complexo

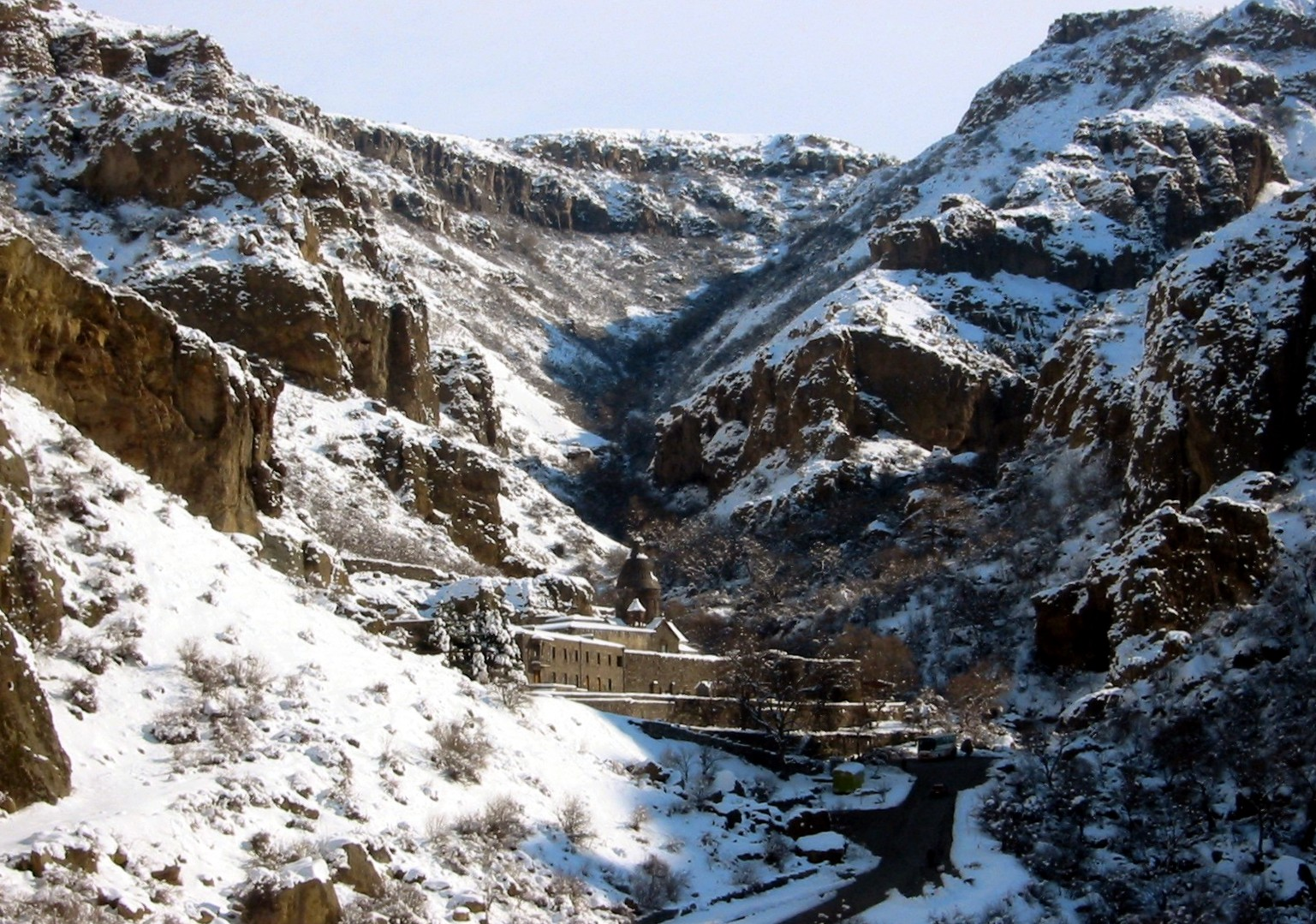
O mosteiro de Guelarde com neve

Atualmente, o complexo do mosteiro localiza-se no extremo de uma estrada pavimentada, e no percurso desde o parque de estacionamento até à entrada encontram-se vendedoras de pão doce, fruta seca (lavash), sujukh doce (especialidade de uvas cobertas) e lembranças, também está presente um grupo de músicos que toca durante uns segundos, que podem ser dilatados a troco de algum dinheiro.
A aproximação da entrada oeste permite avistar pequenas cavernas, capelas, construções e gravações nas arribas. Imediatamente antes da entrada está um local onde tradicionalmente os visitantes atiram seixos pedindo a realização de desejos. Após entrar no complexo, avistam-se os baluartes do século XII-XIII que protegem três lados do complexo, sendo a protecção do quarto assegurada pelos rochedos. Ao atravessar-se o complexo passa-se uma entrada secundária a este, no exterior existe um local para o sacrifício ritual de animais (matal) e uma ponte sobre o riacho.
As estruturas residenciais e de serviços, de um e dois andares de altura, situados no perímetro do mosteiro, foram reconstruídos diversas vezes, algumas das quais de raiz, como ocorreu no século XVII e em 1968-1971. Sabe-se que a maioria dos monges viviam em celas escavadas na face da rocha, fora das muralhas principais, que foram preservadas, bem como alguns oratórios simples. Ao longo das rochas encontram-se bastantes cruzes trabalhadas, os khatchkars.
Mais de vinte espaços, de formas e dimensões variadas, foram escavados, a níveis diferentes, em grandes maciços rochosos que rodeiam as cavernas principais. Os espaços da zona oeste do complexo foram construídos para serviços de apoio, sendo os restantes pequenas capelas rectangulares com um altar e um abside semicircular. Existem grupos de duas e três capelas geminadas, com uma entrada comum, algumas das entradas estão ornamentadas gravações na rocha.
Existem bastantes cachecares esculpidos, na superfície rochosa e nas paredes das estruturas, ou eregidas em memória dos falecidos ou em comemoração de donativos ao mosteiro.

### Katolike
Apesar de existirem inscrições que remontam à década de 1160, a igreja principal foi construída em 1215, sob os auspícios de Zakare e Ivane, generais da rainha Tamar da Geórgia.

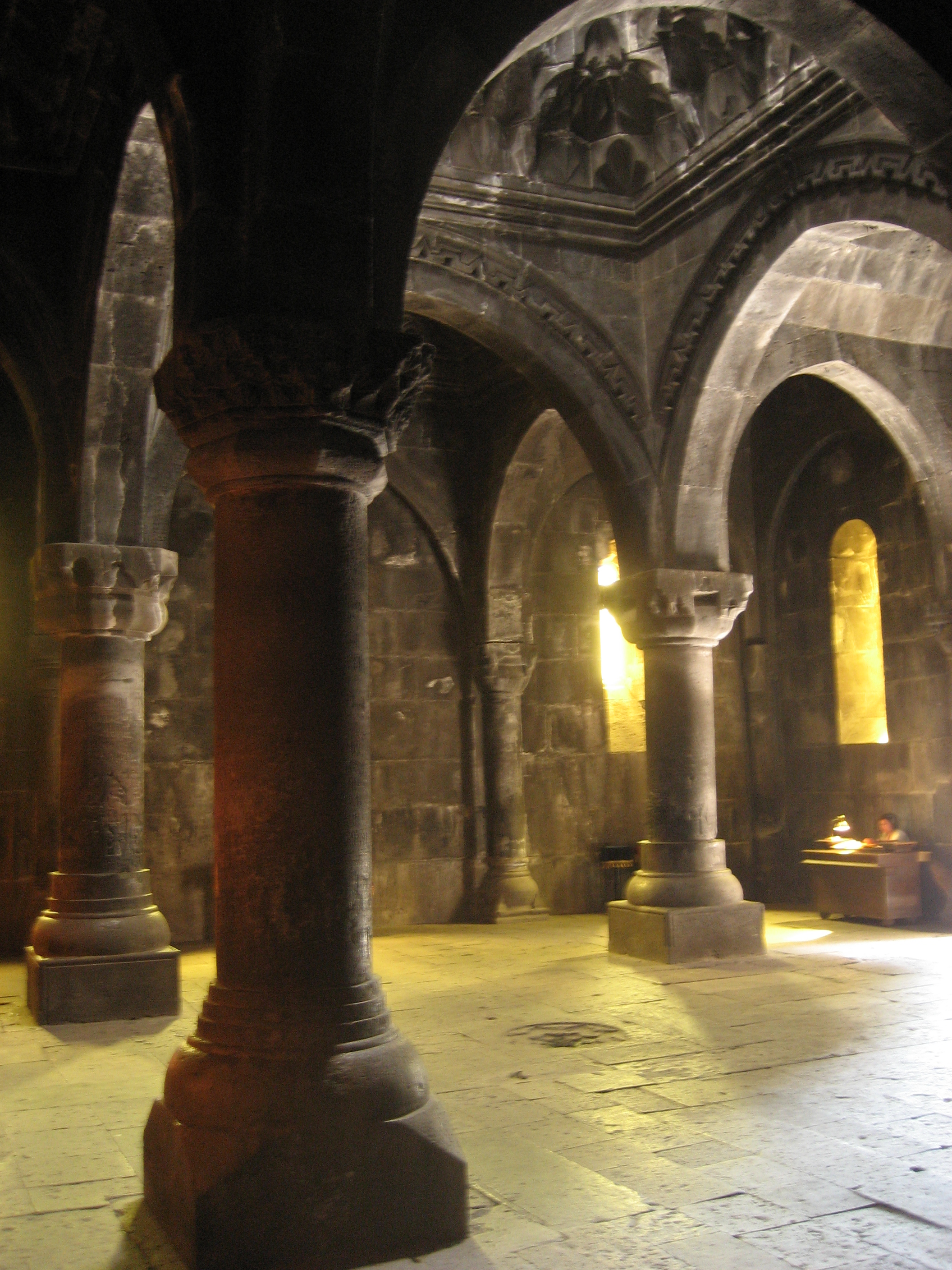
O gavit de Guelarde

A igreja principal do complexo tem uma estrutura tradicional na maioria dos detalhes. Esta igreja está construída de encontro à montanha, a qual não se encontra exposta, mesmo no interior. O plano definido pelo solo desenha uma cruz de braços de comprimento idêntico, inscrita num quadrado e coberta com uma cúpula de base quadrada. Nos cantos existem pequenas capelas de dois andares. As paredes internas têm muitas inscrições que recordam donativos.
A fachada sul da igreja de Katolike tem um portal finamente esculpido. O tímpano está decorado com uma representação de árvores com romãs pendentes dos ramos. Existem imagens de pombas colocadas entre o arco e o exterior, as cabeças das pombas estão orientadas para o eixo do portal, acima do qual está uma representação do poder do príncipe, um leão atacando um touro.
O topo arqueado da cúpula tem esculturas em relevo detalhadas com pássaros, máscaras humanas, cabeças de animais e várias jarras.

### Gavit
A oeste do templo principal encontra-se um vestiário esculpido na rocha e ligado a este, construído entre 1215 e 1225.
O gavit era utilizado para aulas e reuniões, bem como para receber peregrinos e visitantes.
Quatro grandes colunas suportam o telhado de pedra, que tem o centro perfurado para permitir a passagem de luz e iluminar este espaço. Os espaços periféricos, resultantes da colocação das colunas têm telhados diferentes, enquanto o espaço central é coroado por uma cúpula de onde descem estalactites, sendo este um bom exemplo da utilização desta técnica na Arménia.
O portal oeste difere dos outros portais construídos naquela época, e está ornamentado com decorações florais. O tímpano está decorado com várias flores grandes, com pétalas de formas variadas, ramos entrelaçados e folhas oblongas.

## Galeria de Imagens

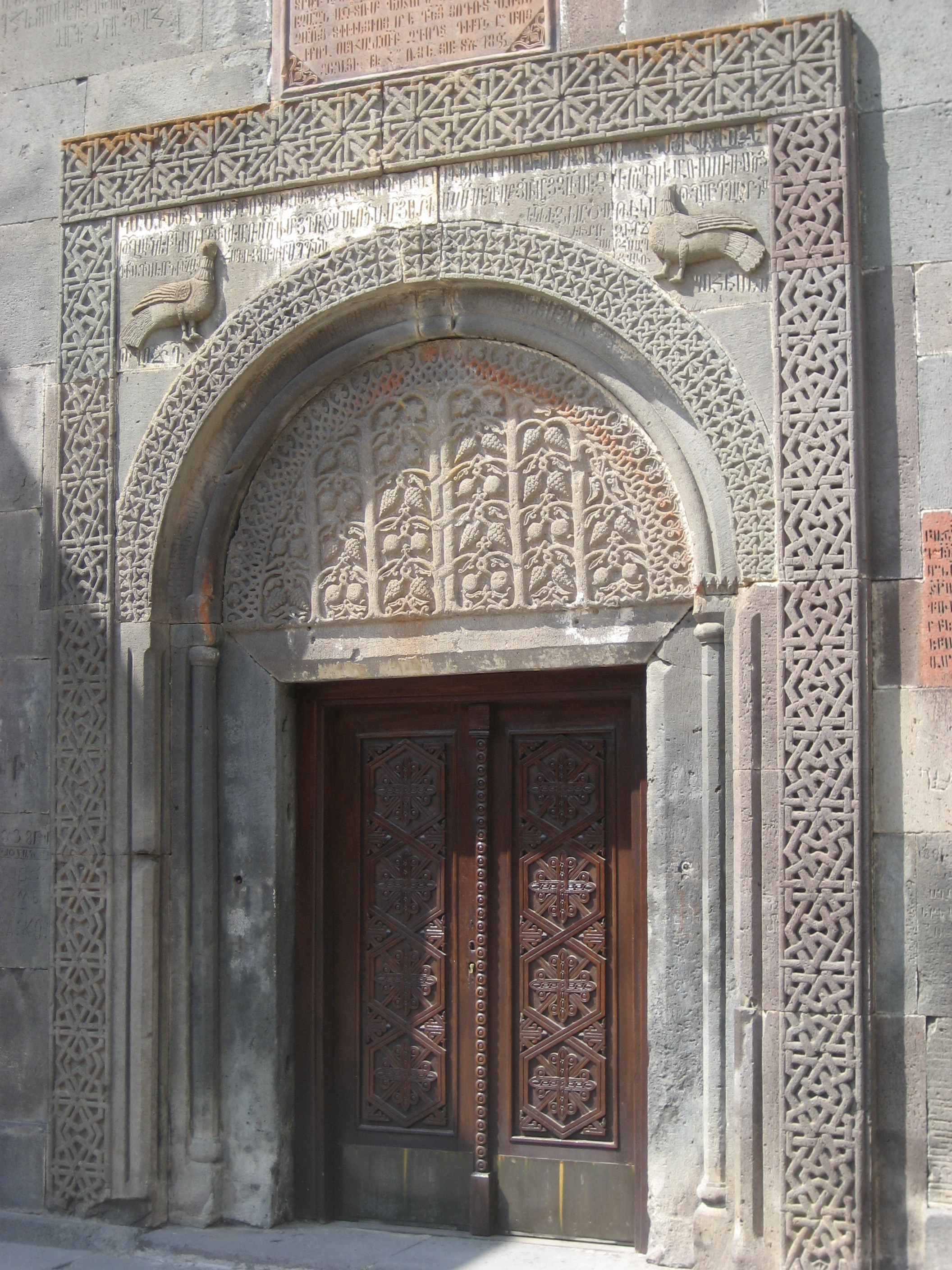
O portal de S. Astvatsatsin
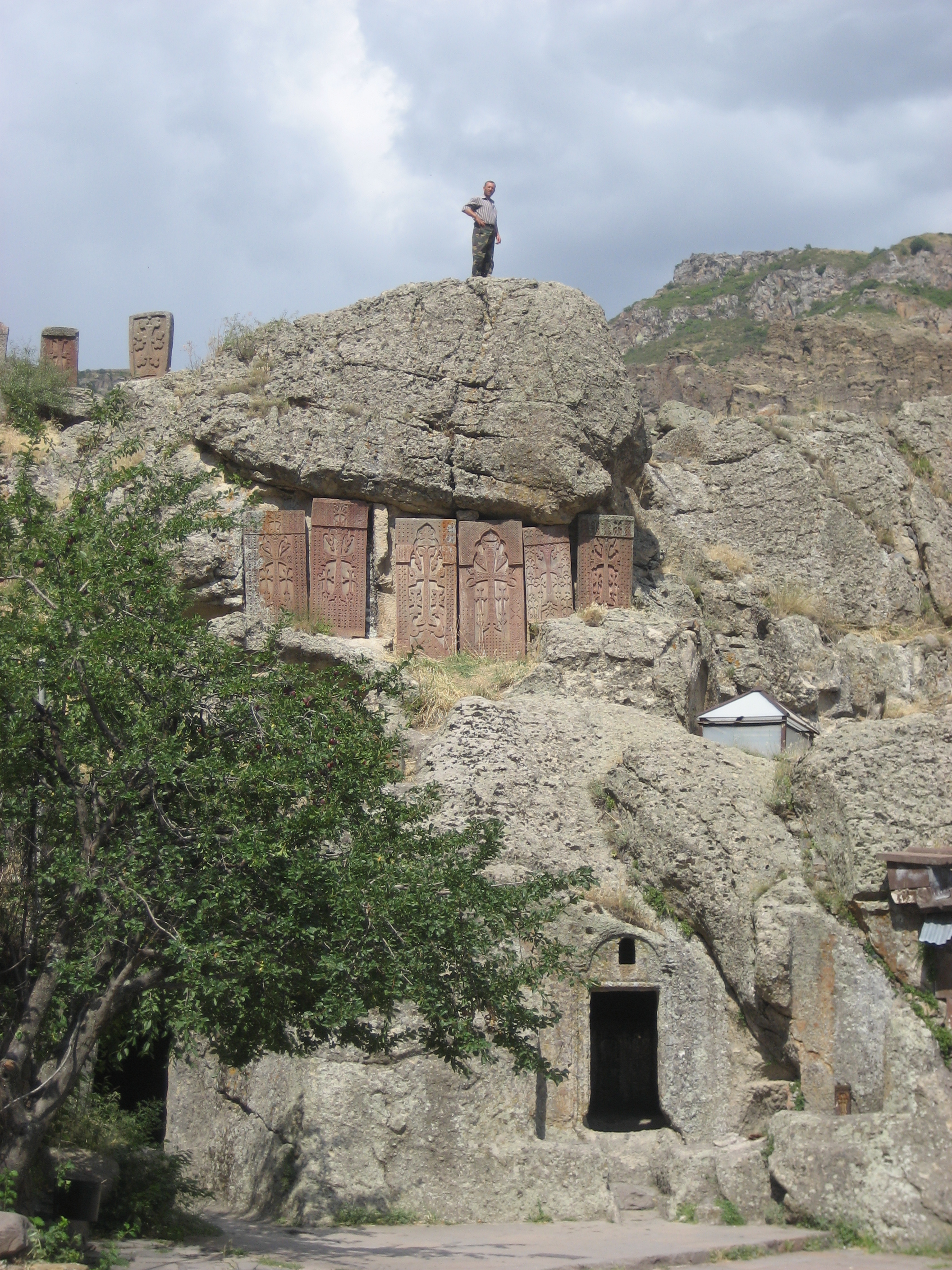
Cachecars